# Siechentröster

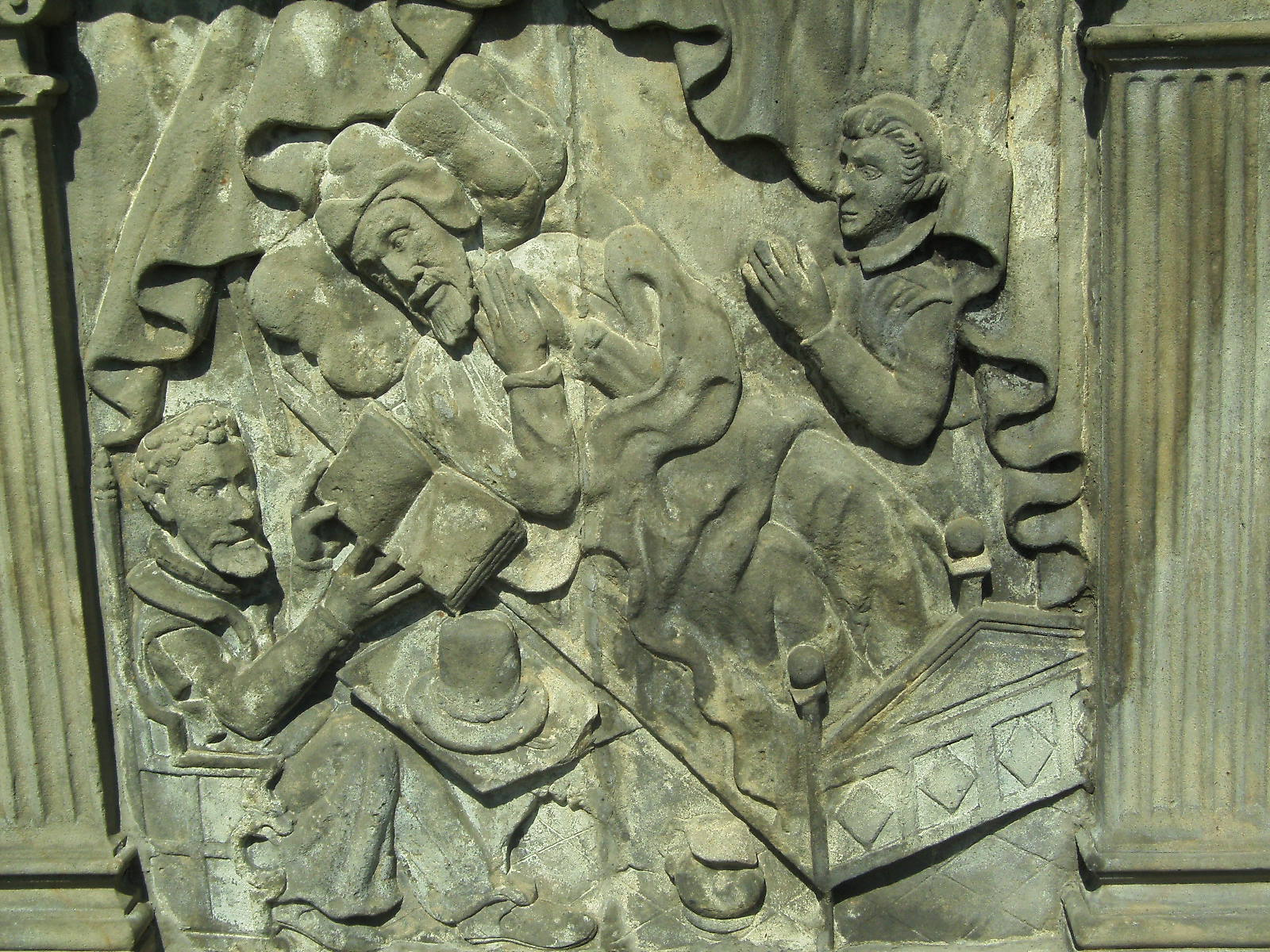
Relief mit einem Siechentröster an einem Gasthaus in Deventer

Siechentröster (seken-tröster, süken-tröster, niederländisch ziekentrooster, krankenbezoeker, französisch consolateur des malades), auch Krankentröster, hatten auf Schiffen der Ostindien-Kompanie die Aufgabe, Kranke zu besuchen und ihnen Trost zu spenden. Außerdem hielten sie an Bord die Andacht. In dieser Anstellung waren meist junge Geistliche, aber auch Laien. Verspottend wurden sie auch Kopfhänger genannt.
Bis 1800 entsandte die Niederländische Ostindien-Kompanie neben Pastoren fast 800 Siechentröster in die Kolonien, die die einheimische Bevölkerung zu missionieren versuchten.